# Muzeul de Istorie din Roman
Muzeul de Istorie din Roman este un muzeu județean din Roman, amplasat în Str. Cuza Vodă nr. 19. Clădirea muzeului este monument de arhitectură barocă de la jumătatea secolului al XIX-lea. În 1983 au fost restaurate trei plafoane pictate. Muzeul expune obiecte arheologie, din care se remarcă: neolitic (Aldești), tezaur neolitic Cucuteni A, bronz, inventarul necropolei dacice de la Văleni, o bogată colecție dacică din perioada clasică (cetatea de la Brad), o valoroasă colecție de obiecte ale dacilor liberi, obiecte medievale din cetatea Roman și satele din împrejurimi (secolele XIV - XVI). S-a pornit de la trei piese ajungându-se azi la mai bine de 170.000 obiecte.
Clădirea muzeului, cunoscută în trecut cu numele Casa Nevruzzi, este declarată monument istoric, având codul NT-II-m-B-10660. Clădirea este monument de arhitectură barocă de la jumătatea secolului al XIX-lea. A fost casă de locuit, cabinet de partid, liceu comercial, casă de copii. În 1983 au fost restaurate trei plafoane pictate.
Clădirea Corpului B a Muzeului de Istorie, (Casa Fălcoianu), este declarată monument istoric, având codul NT-II-m-B-10659.